# Joost Vander Auwera
Joost Vander Auwera (né à Bruges le 24 janvier 1957) est un historien de l'art belge et ancien conservateur de musée. Il est spécialiste de la peinture flamande du XVIIe siècle et expert des peintures de Jacob Jordaens, Abraham Janssens et Sébastian Vrancx.
Vander Auwera est diplômé de l'Université de Gand, où il a obtenu sa maîtrise et son doctorat. Ses recherches et mémoires portaient sur les peintres baroques flamands Sébastian Vrancx et Abraham Janssens. Il est également titulaire d'un MBA de la Vlerick Business School.
Il est conservateur principal honoraire aux Musées royaux des Beaux-Arts de Belgique à Bruxelles. Il est le cofondateur et chef de projet du projet multidisciplinaire international Jordaens Van Dyck Panel Paintings Project, et a été le chef de projet pour la création du centre de visiteurs de la Bruegelhuis (nl) de Bruxelles,.
Vander Auwera est l'auteur de quelque 75 publications sur la peinture flamande du XVIIe siècle et sur l'administration des musées. Avec le Dr Sabine van Sprang, il a été commissaire de l'exposition Rubens. L'atelier du génie, en 2007-2008 aux Musées royaux des Beaux-Arts de Belgique. En 2012-2013, il a coorganisé la première exposition sur Jacob Jordaens organisée à Bruxelles depuis 1928 et la première en Allemagne (elle a été présentée à la fois à Bruxelles et au Museumslandschaft Hessen Kassel (en)), Jordaens et l'Antiquité. Il a contribué au catalogue de l'exposition Jordaens 1593-1678, Petit Palais, Paris, en 2013.
Il est vice-président du Comité international de l'UNESCO pour l'histoire de l'art.